# Ашока (фонд)
Ашока, Ашока: Інновації для суспільства (англ. Ashoka, англ. Ashoka: Innovators for the Public) — міжнародний некомерційний фонд, який здійснює професійну підтримку соціальних підприємств по всьому світу. Найбільша в світі мережа соціальних підприємств, яка об'єднує 3 тисячі стипендіатів із 70 країн.

## Історія
Фонд "Ашока" було створено 3 червня 1980-го року колишнім консультантом з питань управління бізнесом McKinsey & Company Біллом Дрейтоном. Дрейтон ввів поняття "соціальне підприємництво", яке описує бізнес спрямований на створення соціальної цінності . 
Фонд було названо на честь Ашоки  - третього імператора найбільшої в історії Стародавньої Індії держави Мауріїв, правителя Індії.  Ашока відмовився від насильства і став одним із найбільш толерантних правителів свого часу, впроваджував економічні та соціальні інновації. Саме слово "Ашока" з санскриту перекладається як "активна відсутність печалі".  

## Діяльність
Фонд "Ашока" має три напрямки діяльності: 
1. Підтримка провідних соціальних підприємств з усього світу. На ранніх стадіях фонд надає фінансування соціальним підприємствам, а також долучає до міжнародної асоціації степендіатів фонду "Ашока".
2. Надання молодим соціальним підприємцям освітніх ресурсів. Створені фондом програми Youth Venture, LeadYoung, Start Empathy допомагають молоді у всьому світі розвивати свої навички соціального підприємництва та вирішувати соціальні проблеми бізнес-методами.
3. Підтримка міжнародного руху змінотворців. Завдяки співпраці з школами, університетами, громадськими організаціями, засобами масової інформації та лідерами думок, фонд сприяє вихованню нового покоління змінотворців. Для розвитку цього напрямку діяльності було створено такі програми як  AshokaU, Changemakers.com, Changemaker Schools, Social Financial Services, Team of Teams, LeadYoung, Start Empathy.Білл Дрейтон - засновник фонду "Ашока"

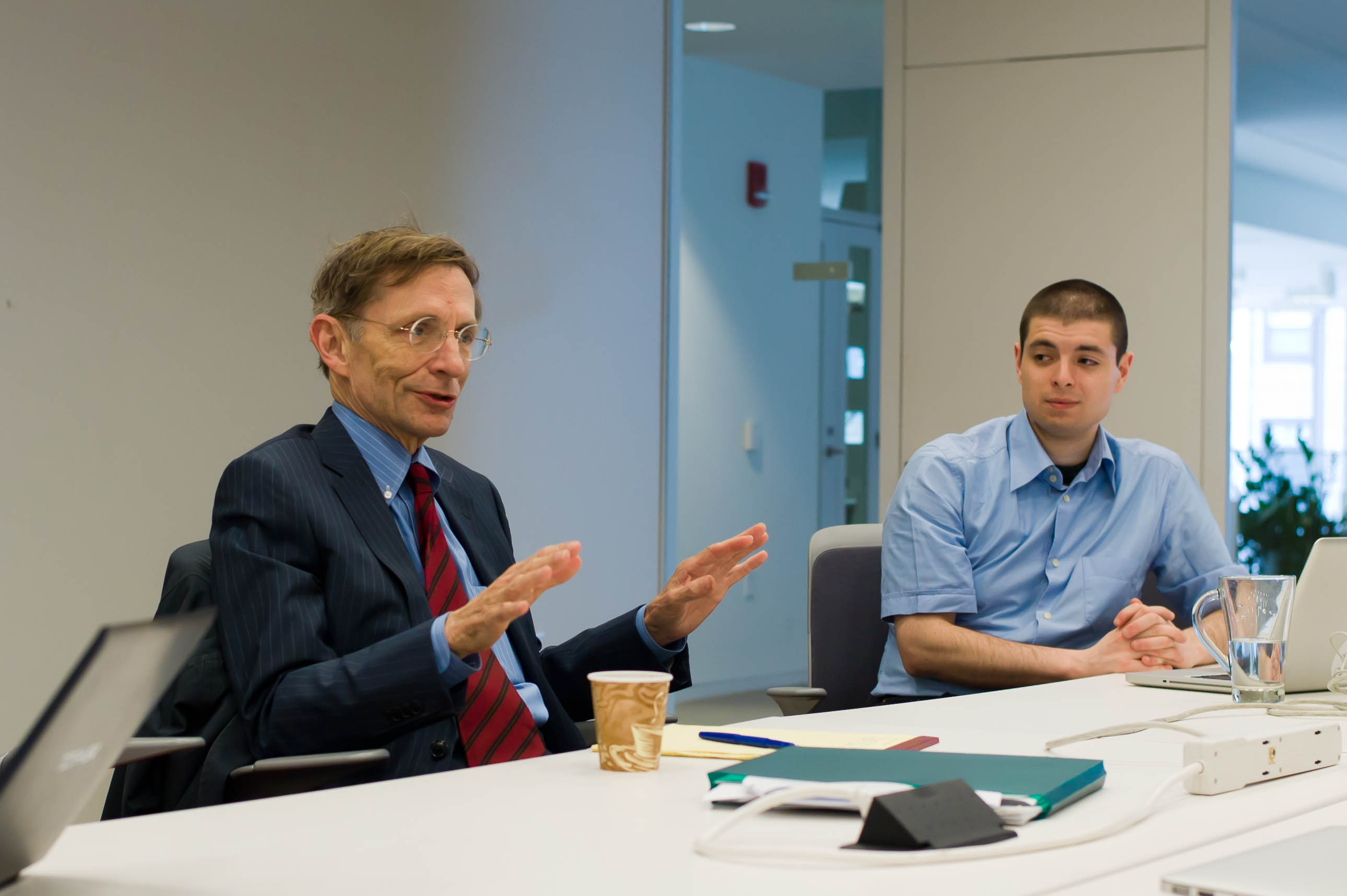
Білл Дрейтон - засновник фонду "Ашока"

### Масштаби
Станом на 2015-й кількість стипендіатів фонду (Ashoka Fellows) більше за 3 500 людей. Сьогодні фонд Ашока має 35 регіональних офісів, здебільшого в країнах Європи. Також фонд співпрацює з соціальними підприємцями з 92-ох країн світу. 

### Фінансові показники
Станом на 2015-й рік сума загальних активів фонду становила 72 806 429 $. Сума зібрана завдяки фандрайзинговій кампанії становить 4,931,098 $ .